# دان اینوسانتو
دانیل اینوسانتو معروف به دان اینوسانتو (به انگلیسی: Daniel Arca Inosanto) (زاده ۲۴ ژوئیه ۱۹۳۶ در فیلیپین)، استاد هنر های رزمی و همکار تمرینی بروس لی در متد جیت کان دو است. او بزرگان بسیاری در هنرهای رزمی پرورش داده است.
وی بیش از چهل سال است که جیت کان دو را در سرتاسر دنیا گسترش می‌دهد. براندون لی (پسر بروس لی) از شاگردان وی بوده است. 

## زندگی
دان اینوسانتو، دوست صمیمی  بروس لی در جیت کان دو، پیش از آشنایی با بروس، استاد اسکریما (انواع سلاح سرد) بود. بروس لی به دلیل این که فنون سلاح‌های سرد را در چین و کره نسبت به فیلیپین کمتر کاربردی می‌دید، فنون کالی اسکریما را از دان اینوسانتو فرا گرفت و آن را در متد جیت کان دوی خود بنا نهاد. بروس در جریان حضور در فیلم‌های سینمایی رئیس بزرگ و ... ریاست ترویج و آموزش جیت کان دو را به اینوسانتو سپرد.
اینوسانتو در ورزش‌های رزمی موی تای، جوجیتسو برزیلی ساواته، پنچاک سیلات و... نیز استاد است.
دختر وی دیانا اینوسانتو نیز از شاگردان وی و از استادان جیت کان دو است. وی بازیگر و طراح صحنه‌های مبارز فیلم‌های سینمایی هالیوود از جمله رزیدنت اویل: انقراض و ... می‌باشد.
دن اینوسانتو در سن 11 سالگی آموزش هنرهای رزمی را آغاز کرد و از عمویش که ابتدا کاراته سنتی اوکیناوا و سپس جودو و جوجوتسو را به او آموخت. او شاگرد اد پارکر بود که از او درجه شودان در کنپو آمریکایی دریافت کرد. دان از سال 1959 تا 1961 به عنوان چترباز در لشکر 101 هوابرد خدمت کرد. او همچنین یکی از اعضای سپاه راهبردی ارتش بود. او در فورت کمبل مهارت‌های خود را در هنرهای رزمی مختلف، زیر نظر هنری اسلومانسکی آموزش داد.
اینوسانتو یکی از سه نفری است که برای تدریس در یکی از سه موسسه جون فان گونگ فو زیر نظر بروس لی منصوب شده اند. تاکی کیمورا و جیمز ییم لی دو نفر دیگر هستند. اینوسانتو با استادان مختلف هنرهای رزمی در جاهای دیگر در ایالات متحده، آسیای جنوب شرقی و اروپا، از جمله جانی لاکوست و چای سیریسوت، تحصیل کرد. پس از مرگ بروس لی، اینوسانتو سخنگوی اصلی و مورخ جیت کان دو شد.او در تعدادی از فیلم‌ها نقش‌های کوچکی داشته است، از جمله آخرین فیلم ناتمام بروس لی، بازی مرگ (1972). در این دوره زمانی (1964-1975)، او همچنین در مدرسه متوسطه مالاگا کوو در Palos Verdes Estates، کالیفرنیا به تدریس تربیت بدنی پرداخت. دان در سال 1977 توسط دالاس کابوی ها مأمور شد تا هنرهای رزمی را در تمرینات تیم بگنجاند.
فیلم I Am Bruce Lee فرصتی را برای اینوسانتو فراهم کرد تا یک واقعیت ناشناخته در مورد دوستی دو مرد را فاش کند. اینوسانتو معلم بروس لی بود و او را با نونچاکو آشنا کرد. اینوسانتو توضیح داد که او اسلحه را به لی معرفی کرد، اصول اولیه و تمریناتی را به او آموخت تا او آموزش سلاح های خود را آغاز کند. فیلم بازی مرگ، یکی از شناخته شده ترین فیلم های بروس لی، استفاده از نونچاکو توسط لی و اینوسانتو را به نمایش می گذارد. او به عنوان مرد سال مجله کمربند سیاه در سال 1996 معرفی شد.
اینوسانتو دارای رتبه مربی یا سطح کمربند سیاه در چندین هنر رزمی است. او به خاطر ترویج هنرهای رزمی فیلیپینی معروف است. او مسئول ارائه چندین نوع مبهم از هنرهای رزمی جنوب شرقی آسیا به چشم عموم است، مانند سیلات، یک فرم ترکیبی رزمی موجود در کشورهایی مانند اندونزی، مالزی و فیلیپین.[نیازمند منبع] او اخیراً سیاه خود را به دست آورده است. کمربند به سبک خانواده ماچادو جیو جیتسو برزیلی. او زیر نظر یوریناگا ناکامورا به تمرین کشتی با شوت پرداخت. در حال حاضر او نایب رئیس Lameco International است و اسکریمای رزمی کار فیلیپینی فقید Edgar Sulite را حمل می کند. اینوسانتو در ویدیوهای یوتیوب ظاهر شده است و در مورد آموزش سیستما و قدردانی از معلم خود، مارتین ویلر صحبت می کند.

### مهمترین شاگردان
- بروس لی: به او اسکریما (نانچیکو، چوب کالی، چاقو و ..). را آموزش داد.

martial artist, actor, philosopher
- دیانا لی اینوسانتو: دختر، هنرپیشه، stuntwoman، نویسنده و تهیه‌کننده[۲][۳]
- رون بالیکی: stuntman، هنرپیشه، تهیه‌کننده[۴]
- Chai Sirisute: بنیانگذار Thai Boxing Association of the USA
- ریچارد بوستیلو: martial arts instructor and founder of the IMB Academy در Torrance, کالیفرنیا
- دنزل واشنگتون: بازیگر، کارگردان و تهیه‌کننده سینما[۵]
- ادگار سولیت: بنیانگذار و creator of Lameco Eskrima[۶]
- Larry Hartsell: مربی متوفی هنرهای رزمی و مولف[۷]
- Marc "Crafty Dog" Denny: یکی از سه بنیانگذار Dog Brothers و بنیانگذار Dog Brothers Martial Arts
- برتون ریچاردسون: One of the Original Dog Brothers و بنیانگذار JKD Unlimited[۸]
- Paul Vunak: founder of Progressive Fighting Systems, Helped to popularize Defanging the snake[۹]
- Jeff Imada: stuntman, هنرپیشه، fight choreographer[۲][۱۰](کلاغ، مجموعه بورن، مرد آهنی ۲، The Green Hornet (2011)، هانا)[۱۱]
- براندون لی: پس بروس لی[۳]
- فارست ویتاکر: هنرپیشه برنده جایزه اسکار، تهیه‌کننده، کارگردان، نویسنده
- Nathan Jung: هنرپیشه، stuntman known for his height cast frequently در "heavy" roles
- Erik Paulson: Shooto champion، trainer to UFC fighters و بنیانگذار Combat Submission Wrestling (CSW)[۱۲]
- Damon Caro: هنرپیشه، stunt coordinator, fight choreographer (باشگاه مبارزه، ۳۰۰، مجموعه بورن، نگهبانان)[۱۳]
- Graciela Casillas-Tortorelli[۱۴]
- Ernest Emerson[۱۵]
- ریکی نلسون[۱۶]
- Steve Grody[۱۷]
- Jerry Poteet[۲]
- Tim Tackett[۷]
- Yorinaga Nakamura: Shoot Wrestler
- Valentine Espiricueta: بنیانگذار Applied Sport Martial Arts Program, NFL Consultant, Two-Time World Eskrima-Kali-Arnis World Champion[۱۸]
- Kevin Seaman: Jeet Kune Do/ Kali Full Instructor in Syracuse, NY[۱۹][۲۰]

## آثار مکتوب
اینوسانتو کتاب‌های زیر را به نگارش درآورده است.
- "Filipino Martial Arts as Taught نوشته دان اینوسانتو" نوشته دان اینوسانتو شابک ‎۰−۹۳۸۶۷۶−۰۱−۶
- "Absorb What Is Useful (Jeet Kune Do Guidebook Vol 2)" نوشته Dan Inosanto ISBN 0-938676-03-2
- "Jeet kune do" نوشته Salem Assli و دان اینوسانتو شابک ‎۲−۷۰۲۷−۰۶۹۳−۲
- "Guide to Martial Arts Training With Equipment" نوشته دان اینوسانتو شابک ‎۰−۹۳۸۶۷۶−۰۲−۴
- "Jeet Kune Do: The Art & Philosophy of Bruce Lee" نوشته دان اینوسانتو شابک ‎۰−۹۳۸۶۷۶−۰۰−۸
- "Jeet Kune Do: Conditioning and Grappling Methods" Intro نوشته دان اینوسانتو شابک ‎۰−۹۵۳۱۷۶۶−۵−۷

## فیلمشناسی
آرشیو کامل فیلموگرافی دان اینوسانتو در بانک اطلاعات اینترنتی فیلم‌ها (IMDb)

### به عنوان بازیگر
- ایستایش بزرگ (۲۰۰۸) .... Knife fighting Cook
- کمربند قرمز (۲۰۰۸) .... Joao Moro
- جدال برزیلی (۲۰۰۳) (V) .... Ruben
- کشتن برای عدالت (۱۹۹۱) .... Sticks
- دردسر عظیم در چین حقیر (۱۹۸۶) (با نام دانیل اینوسانتو در تیتراژ فیلم)
- ماشین دریایی (۱۹۸۱) .... Chin No. ۱
  - 'لانگ دی ینگ زیی(۱۹۸۱) (با نام دنی اینوسانتو در تیتراژ فیلم)
- کشمکش (۱۹۸۱)
- مقبره چینی (Filipino fighter)
- قاتل زبده (۱۹۷۵) (Japanese killer)
- بازی مرگ (۱۹۷۲) (در نقش مبارز فیلیپینی) ....
- زنبور سبز (۱۹۶۶) (اپیزود ۱۰: درخواست مانتیس)

### مستند
- من بروس لی هستم (۲۰۱۲)
- Fight Science (۲۰۰۶)
- Modern Warriors (۲۰۰۲)
- بروس لی: اژدهای ابدی (۲۰۰۲)
- بروس لی در جی. او. دی (۲۰۰۰)
- بروس لی: سرگذشت یک جنگجو (۲۰۰۰)
- Famous Families (۱۹۹۹) (The Lees: Action Speaks Louder)
- طریقت اژدها (۱۹۹۸)
- ایی! داستان حقیقی هالیوود (براندون لی) (۱۹۹۷)
- نفرین اژدها (۱۹۹۳)
- بروس لی، افسانه (۱۹۷۷)
- جنگجوی درون (۱۹۷۶)
- زندگی و افسانه بروس لی (۱۹۷۳)

### Stunts
- فرار از ال.ای. (۱۹۹۶) (stunts)
- زنبور سبز (مجموعه تلویزیونی) (۱ اپیزود، ۱۹۶۶) (fight double)

## Further reading
- Kelly, Perry (2000). Dan Inosanto: The Man, The Teacher, The Artist. Paladin Press. ISBN 978-1-58160-079-7.
- Balicki, Ron. Gold, Steven (2007). Jeet Kune Do: The Principles of a Complete Fighter, HNL Publishing.
- Seaman, Kevin (1999), Jun Fan Gung Fu Seeking The Path Of Jeet Kune Do, S.l. : Health 'N' Life, ISBN 0-9531766-2-2